# Strašínská madona
Strašínská madona (též Assumpta ze Strašína) je socha Panny Marie s dítětem, která se nachází v kostele Narození Panny Marie ve Strašíně u Sušice. Současná socha je z roku 2017. Jedná se o kopii té původní z konce 15. století, která byla ukradena v roce 1990 a dosud se nenašla.

## Popis
Ikonografie sochy vychází ze středověkých interpretací Zjevení svatého Jana, které popisuje Pannu Marii jako ženu sluncem oděnou s měsícem pod nohama. Originální dřevěná plastika madony byla vyřezaná z lipového dřeva a bez korunky měřila 110 cm. Jedná se o tak zvanou Assumptu – Královnu nebes. Madona stojící na půlměsíci obráceném směrem dolů symbolizuje Nanebevzatí Panny Marie jako Královny nebes s žezlem v pravé ruce a s dítětem v náručí.
Původní ze dřeva vyřezávanou sochu madony kostelu věnoval hradní pán Půta Švihovský z Rýzmberka, králův rádce a nejvyšší sudí Království českého, který se ve své době (v letech 1434–1444) zasloužil o gotickou přestavbu kostela Narození Panny Marie ve Strašíně.

## Zhotovení kopie
Kopie odcizeného originálu byla provedena umělci, kteří ovládají středověké techniky. Nejdříve byl zhotoven hliněný model v poměru 1:1, poté proveden odlitek ze speciální hmoty Acrystal. Ten se dále povrchově upravoval a opatřil křídovým povrchem pro nanesení zlacení a barevné polychromie. Závěrečnou restaurátorskou úpravu Strašínské madony provedla akademická malířka a restaurátorka Klára Kolářová. Kopie madony byla osazena na místo původního orginálu koncem roku 2017.